# Put Your Hands Up (If You Feel Love)
»Put Your Hands Up (If You Feel Love)« je pesem avstralske pevke Kylie Minogue, izdana kot četrti singl z njenega enajstega glasbenega albuma, Aphrodite (2010).
Kot del promocije albuma in turneje Aphrodite World Tour so izdali tudi remix Petea Hammonda. Na začetku so pesem nameravali izdati le na posebnih izdajah albuma Aphrodite, vendar so ga 29. maja 2011 prvič izdali tudi kot singl, in sicer na Japonskem v digitalnem formatu skupaj s pesmijo »Silence«. 3. junija 2011 je enaka različica singla z nekaj dodanimi remixi izšla v Evropi. Isto verzijo so izdali tudi v Avstraliji, kjer so v omejeni izdaji izdali tudi CD z dodatno pesmijo, »Cupid Boy«. CD so izdali tudi digitalno, s čimer obstajajo tri uradne digitalne različice singla, izdane 3. junija 2011 v Avstraliji, rodni državi Kylie Minogue. Na naslovnici različnih verzij Kylie Minogue pozira v raznih kostumih, ki sta jih za njeno turnejo oblikovala modna oblikovalca Dolce & Gabbana. Naslovnice vseh singlov so popolnoma različne, vendar so vse fotografije posneli med snemalno sejo za album Aphrodite.

## Ozadje
Pesem »Put Your Hands Up (If You Feel Love)« so napisali Finlay Dow-Smith in sestri Miriam in Olivia Nervo. Producirala sta jo Dow-Smith (pod svojim psevdonimom Starsmith) in Stuart Price. Ko so ga povprašali po nastanku pesmi, je Starsmith dejal, da je pesem s sestrama Nervo napisal v eni noči. Sestri sta kasneje povedali, da ko so pesem pisali, niso »imeli v mislih nikogar posebnega«, vendar da je kasneje »[dorasla] Kyliejinemu stilu«. Ko so pesem končali, so Starsmith in dvojčici Nervo pesem ponudili založbi Parlophone Records, da bi jo vključila na album Aphrodite Kylie Minogue. Založba Parlophone Records se je strinjala; pesem »Put You Hands Up (If You Feel Love)« so vključili na album. Kasneje, pozno februarja 2010, so jih povabili na snemalne seje, kjer so spoznali Kylie Minogue in Stuarta Pricea. Starsmith je proces snemanja opisal tako:
[Bilo] je enkratno. Kylie je bila tam, pripravljena na petje in skupaj s Stuartom sta takrat sodelovala kar solidno. Stuart je bil eden od producentov albuma, obiskal pa nas je bolj zato, da bi videl, kaj počnemo mi. Torej, ko je Kylie posnela svoje vokale, smo v studiu skupaj preživeli še dva dneva, da smo sodelovali pri izrezovanju slabih delov in se prepričali, da je [Stuart Price] z vsem skupaj zadovoljen. Ko sem prišel, sem bil pod ogromnim pritiskom. Bil sem čisto na koncu s svojimi živci. Ne samo, da sem se srečal s Kylie; srečal sem se s svojim produkcijsko najbolje izpopolnjenim junakom. Sestri Nervo sta se bolj držali Kylie, jaz pa bolj Stuarta. Bilo je neverjetno, da sva se tako ujela. Bil je dolg dan in naredili smo veliko. Snemalna seja mi je zares ostala v spominu.

Meriam Nervo je o snemalni seji dejala: 
... [Kylie Minogue je] najprijaznejša, najslajša, najbolj profesionalna, a vseeno dostopna ustvarjalka in oseba ... Tako hvaležna sem za priložnost sodelovanja in snemanja z njo, saj je trenutno na vrhuncu. Zaradi nje sem vesela in ponosna, da sem Avstralka.

## Sprejem kritikov
Pesem »Put Your Hands Up (If You Feel Love)« je s strani glasbenih kritikov prejela v glavnem pozitivne ocene. Jordan Richardson s spletne strani Seattlepi je pesem pohvalil. Napisal je: »Pesem 'Put Your Hands Up (If You Feel Love) ' je prihajajoča koncertna uspešnica. Z refrenom, od katerega postaneš odvisen, toplimi verzi, ki me spominjajo na sladkorno peno (da, napisal sem) in osebnostjo Kylie Minogue jo je nemogoče spregledati.« Novinar revije BBC Music je napisal, da je pesem »Put Your Hands Up (If You Feel Love)« takšna, da si jo »preprosto zapomniš«. Chuck Campbell je napisal, da se Kylie Minogue in njeni sodelavci »držijo elektronske/pleasne teme -- katere himna bo postala prav pesem 'Put Your Hands Up (If You Feel Love)'.« Novinar revije The List je pesem označil za »poskus zabavanja množice, v katerega ni bilo vloženo celo srce« in se zraven spraševal, če je pesem »napisala sede pred televizijo v svoji pižami med gledanjem oddaje Songs of Praise. Je ena od tistih pesmi, pri katerih Kylie vztraja, da mora zapeti vse vokalne dele - nekakšen strašljiv pop, ki spominja na prizor Umpa Lumpa iz filma Čarli in tovarna čokolade.« Novinar revije New Zealand Herald je ob naslovu pesmi komentiral dejstvo, da so oboževalci Kylie Minogue pripravljeni plačati ogromno denarja za vstopnice za njen koncert, samo zato, da bi jo videli nastopati v živo, vendar niso pripravljeni plačati za legalne digitalne ali fizične različice njenih singlov in albumov. Andrew Grear s spletne strani GayNZ.com je napisal: »Refren pesmi 'Put Your Hands Up (If You Feel Love)' bi v manj spretnih rokah zvenel klišejevsko in obrabljeno, vendar je Kylie Minogue v izvajanju pesmi s svojim nedolžnim šarmom zelo uspešna.«
Remix Petea Hammonda, ki so ga tudi izdali kot singl, so pohvalili, ker naj bi spominjal na retro dela iz osemdesetih let. Perez Hilton je remix označil za »epskega« in pohvalil delo »legendarnega« Petea Hammonda, Ben Gilbert iz revije Yahoo! Music pa je pohvalil izvirno sestavo pesmi in »uporabo pogosto spregledanega piflarskega popa desetletja«.

## Izid
Maja 2011 je Kylie Minogue v intervjuju z revijo Perth Now spregovorila o tem, da je razočarana nad izbiro singlov z albuma Aphrodite:
Zmedena sem. Počutila sem se malce žalostno zaradi mojih singlov z albuma Aphrodite ... Ujeta sem bila v podobnem položaju kot mnogo glasbenikov pred mano, ko nam naše založbe naročajo, kako naj posnamemo svoje single. Spomnim se, da sem snemala promocijske posnetke za enega od svojih zadnjih singlov in zdel se mi je zelo staromoden. Sem precej spretna z računalnikom, ni se mi zdelo v redu, a nihče ni vprašal mene.
Ker je predvidela, da pesmi »Better Than Today« in »Get Outta My Way« ne bosta uspešni, je oznanila, da z albuma ne bo izšel noben singl več. Kasneje, 27. aprila 2011 je severnoameriška založba Kylie Minogue, Astralwerks, popravila njeno izjavo in oznanila, da bodo 3. marca 2011 digitalno pesem »Put Your Hands Up (If You Feel Love)« izdali tudi kot uradni singl, vendar je singl v resnici izšel šele 7. junija tistega leta. Glavna založba Kylie Minogue, Parlophone Records, je 5. junija 2011 izdala še dva EP-ja s pesmijo. Naslovnico so razkrili šele na dan izida. Zlat kostum, ki ga Kylie Minogue nosi na naslovnici, sta, kot vse kostume s turneje Aphrodite World Tour, oblikovala slavna italijanska modna oblikovalca Dolce & Gabbana in pogosto se ga je opazilo pod ostalimi kostumi na turneji in v galeriji fotografij pevke in modnih oblikovalcev.

## Dosežki na lestvicah
Pesem »Put Your Hands Up (If You Feel Love)« je na večini glasbenih lestvic, med drugim tudi na avstralski, avstrijski in britanski lestvici ni ostala več kot en teden. 19. junija 2011 se je pesem uvrstila na avstralsko glasbeno lestvico, in sicer na petdeseto mesto. Kljub temu, da je pesem druga najuspešnejša pesem z albuma Aphrodite v državi, je to najnižje uvrščena pesem Kylie Minogue na avstralsko glasbeno lestvico po njenem singlu »GBI: German Bold Italic«, izdanem leta 1998. Pesem je na lestvici ostala tudi krajši čas kot vsi prejšnji singli Kylie Minogue. Pesem »Put Your Hands Up (If You Feel Love)« je 19. junija 2011 zasedla osemintrideseto mesto na avstrijski glasbeni lestvici. Pesem je na lestvici ostala krajši čas od vseh ostalih singlov Kylie Minogue, izdanih po singlu »Your Disco Needs You« leta 2001. 18. junija 2011 je singl debitiral na triindevetdesetem mestu britanske glasbene lestvice, že po naslednjem tednu pa se na lestvico pesem ni več uvrstila. Pesem je namanj uspešen singl Kylie Minogue v državi od leta 2007 (tudi pesem »Santa Baby«, izdana tistega leta, se je uvrstila na triindevetdeseto mesto te lestvice) in singl, ki je na lestvici ostal najkrajši čas.
Pesem »Put Your Hands Up (If You Feel Love)« je na belgijski in ameriški glasbeni lestvici ostala dlje časa. Na belgijski (flamski) lestvici je 11. junija 2011 pesem zasedla oseminštirideseto mesto. 25. junija 2011 je pesem na lestvici zasedla šestintrideseto mesto, kasneje pa se na lestvico ni uvrstila več. V Ameriki je pesem »Put Your Hands Up (If You Feel Love)« 9. julija 2011 zasedla enainštirideseto mesto na Billboardovi glasbeni lestvici Hot Dance Club Songs. Ko se je povzpel na lestvico, je singl tamkaj ostal še dva meseca in 3. septembra 2011 nazadnje zasedel prvo mesto lestvice. Pesem je postala osmi in peti zaporedni singl Kylie Minogue, ki je zasedel prvo mesto te glasbene lestvice. Poleg tega so poleg pesmi »Put Your Hands Up (If You Feel Love)« prvo mesto na tej lestvici zasedli še vsi drugi singl z albuma Aphrodite, s čimer je to postal najuspešnejši album Kylie Minogue v Ameriki.

## Nastopi v živo in promocija
S pesmijo »Put Your Hands Up (If You Feel Love)« je Kylie Minogue pogosto nastopila med uvodi na turneji Aphrodite World Tour. S pesmijo je v živo nastopila na koncertu v areni O2 v Londonu so posneli in izdali kot del prve digitalne izdaje singla. Do sedaj še niso posneli videospota za pesem, a 22. marca 2011 so na uradni spletni strani Kylie Minogue izdali posnetek, ki ga spremlja ta pesem oziroma remix Petea Hammonda. Posnetek je spremljalo sporočilo: »Hvala vsem, zaradi katerih je bila turneja 'Aphrodite: Les Folies' zame tako izjemna izkušnja. Tisti, ki ste moje koncerte obiskali, veste, da je pesem 'Put Your Hands Up' utrgana! Zato sem želela v zahvalo za turnejo z vami deliti ta fantastični remix Petea Hammonda, ki spominja na osemdeseta. Uživajte!« Pesem so promovirali na več načinov; med drugim je bila vključena na kompilacijo Now: The Hits Of Spring 2011.

## Seznam verzij
| - Digitalni EP 1 1. »Put Your Hands Up (If You Feel Love)« – 3:38 2. »Put Your Hands Up (If You Feel Love)« (remix Petea Hammonda) – 7:54 3. »Put Your Hands Up (If You Feel Love)« (Bastova verzija) – 3:00 4. »Put Your Hands Up (If You Feel Love)« (v živo s turneje Aphrodite/Les Folies) – 3:49 5. »Silence« – 3:42 - Digitalni EP 2 / CD s singlom 1. »Put Your Hands Up (If You Feel Love)« – 3:39 2. »Put Your Hands Up (If You Feel Love)« (radijski remix Petea Hammonda) – 3:35 3. »Put Your Hands Up (If You Feel Love)« (remix Petea Hammonda) – 7:55 4. »Cupid Boy« (v živo iz Londona) – 5:34 5. »Cupid Boy« (Stereogamousov vokalni remix) – 6:59 | - Remixi - digitalni EP 1. »Put Your Hands Up (If You Feel Love)« (Nervov razširjeni klubski remix) – 6:57 2. »Put Your Hands Up (If You Feel Love)« (Bastov remix) – 5:22 3. »Put Your Hands Up (If You Feel Love)« (Bastova različica) – 5:50 4. »Put Your Hands Up (If You Feel Love)« (remix Bimba Jonesa) – 6:02 5. »Put Your Hands Up (If You Feel Love)« (remix Petea Hammonda) – 4:37 |

## Ostali ustvarjalci
| »Put Your Hands Up (If You Feel Love)« - Starsmith – tekstopisec, producent - Miriam Nervo – tekstopiska - Olivia Nervo – tekstopiska - Stuart Price – producent - Kylie Minogue – vokali Vir: »Silence« (B-stran) - Kylie Minogue – vokali - Stuart Price – tekstopisec, producent - Chris Bruce – tekstopisec - Henry Samuel – tekstopisec Vir: | »Cupid Boy« (B-stran) - Sebastian Ingrosso – tekstopisec, producent - Magnus Lidehäll – tekstopisec, producent - Nick Clow – tekstopisec - Luciana Caporaso – tekstopisec - Stuart Price – producent Vir: |

## Dosežki
| Lestvica (2011)                                          | Dosežek |
| -------------------------------------------------------- | ------- |
| Avstralija (ARIA)                                        | 50      |
| Avstrija (Ö3 Austria Top 75)                             | 38      |
| Belgija (Flandrija; Ultratop 50)                         | 36      |
| Združeno kraljestvo (Official Charts Company)            | 93      |
| Združene države Amerike (Billboard Hot Dance Club Songs) | 1       |

| Lestvica (2011)                                          | Dosežek |
| -------------------------------------------------------- | ------- |
| Združene države Amerike (Billboard Hot Dance Club Songs) | 11      |

## Zgodovina izidov
| Država                  | Datum         | Format                                                | Založba                |
| ----------------------- | ------------- | ----------------------------------------------------- | ---------------------- |
| Danska                  | 29. maj 2011  | Digitalni EP 1                                        | EMI                    |
| Francija                | 29. maj 2011  | Digitalni EP 1                                        | EMI                    |
| Nemčija                 | 29. maj 2011  | Digitalni EP 1                                        | EMI                    |
| Irska                   | 29. maj 2011  | Digitalni EP 1                                        | EMI                    |
| Japonska                | 29. maj 2011  | Digitalni EP 1                                        | EMI                    |
| Mehika                  | 29. maj 2011  | Digitalni EP 1                                        | EMI                    |
| Združeno kraljestvo     | 29. maj 2011  | Digitalni EP 1                                        | Parlophone             |
| Danska                  | 3. junij 2011 | Remixi - digitalni EP                                 | EMI                    |
| Francija                | 3. junij 2011 | Remixi - digitalni EP                                 | EMI                    |
| Nemčija                 | 3. junij 2011 | Remixi - digitalni EP                                 | EMI                    |
| Irska                   | 3. junij 2011 | Remixi - digitalni EP                                 | EMI                    |
| Japonska                | 3. junij 2011 | Remixi - digitalni EP                                 | EMI                    |
| Mehika                  | 3. junij 2011 | Remixi - digitalni EP                                 | EMI                    |
| Avstrija                | 3. junij 2011 | Digitalni EP 1, Remixi digitalni EP                   | EMI                    |
| Belgija                 | 3. junij 2011 | Digitalni EP 1, Remixi digitalni EP                   | EMI                    |
| Finska                  | 3. junij 2011 | Digitalni EP 1, Remixi digitalni EP                   | EMI                    |
| Italija                 | 3. junij 2011 | Digitalni EP 1, Remixi digitalni EP                   | EMI                    |
| Nizozemska              | 3. junij 2011 | Digitalni EP 1, Remixi digitalni EP                   | EMI                    |
| Švica                   | 3. junij 2011 | Digitalni EP 1, Remixi digitalni EP                   | EMI                    |
| Nova Zelandija          | 3. junij 2011 | Digitalni EP 1, digitalni EP 2, Remixi - digitalni EP | Warner Music Australia |
| Avstralija              | 3. junij 2011 | Digitalni EP 1, digitalni EP 2, Remixi - digitalni EP | Warner Music Australia |
| Združeno kraljestvo     | 5. junij 2011 | Remixi - digitalni EP                                 | Parlophone             |
| Kanada                  | 7. junij 2011 | Digitalni EP 1, Remixi digitalni EP                   | Astralwerks            |
| Združene države Amerike | 7. junij 2011 | Digitalni EP 1, Remixi digitalni EP                   | Astralwerks            |
| Španija                 | 7. junij 2011 | Digitalni EP 1, Remixi digitalni EP                   | EMI                    |
| Avstralija              | 7. junij 2011 | CD                                                    | Warner Music Australia |

### Remix Petea Hammonda
Najpopularnejši remix pesmi »Put Your Hands Up (If You Feel Love)« je posnel PWL-jev Pete Hammond. Remix je del njegove zbirke remixov, ki jih je posnel od leta 2008 dalje (kot je na primer remix pesmi »Boyfriend«), vse izdane preko založbe PWL. Ko so ga v intervjuju z revijo The Village Voice povprašali po nastanku remixa, he Pete Hammond razložil, da se je za snemanje remixa ponudil sam:
[Uslužbenec založbe Pete Waterman Entertainment] Ian Usher se je pričel pogajati z [uslužbencem založbe Parlophone] Eliasom Christidisom za snemanje [remixa Minogue/Hammond], a se je na začetku zdelo, da iz tega ne bo nič. Kar naenkrat pa sem dobil e-pošto [Eliasa Christidisa], v kateri je napisal: »Zaradi remixa za pesem 'Boyfriend', ki mi je dal materiala za tri leta ustvarjanja, bom s teboj posnel [remix].« Vse skupaj, od začetka do konca, je trajalo kakšna dva tedna.
Nato je povedal še o izidu remixa:
Remix smo posneli in potem nekaj tednov o njem nisem slišal ničesar. Menil sem, da jim najbrž ni bil všeč. Nato mi je [Elias Christidis] sporočil, da jim je remix všeč in da naj obiščem [Kylie Minogue] na njeni turneji, da ji ga izvedem osebno. Čez dva tedna je ponovno vzpostavil stik z menoj in mi povedal: »[Kylie Minogue] je remix zelo všeč, zanj želi posneti videospot in ga objaviti na svoji uradni spletni strani.«